# 蘇格蘭鐵路 (2022年)
ScotRail Trains Limited，營運名稱為ScotRail，是一間蘇格蘭鐵路營運公司，由以蘇格蘭政府名義的Scottish Rail Holdings擁有，自2022年4月1日起負責營運蘇格蘭鐵路。

## 外部連結
- 官方网站